# Emich Leiningenský
Emich Leiningenský (18. ledna 1866 – 18. července 1939) byl v letech 1904 až 1918 posledním vládnoucím leiningenským knížetem.

## Život

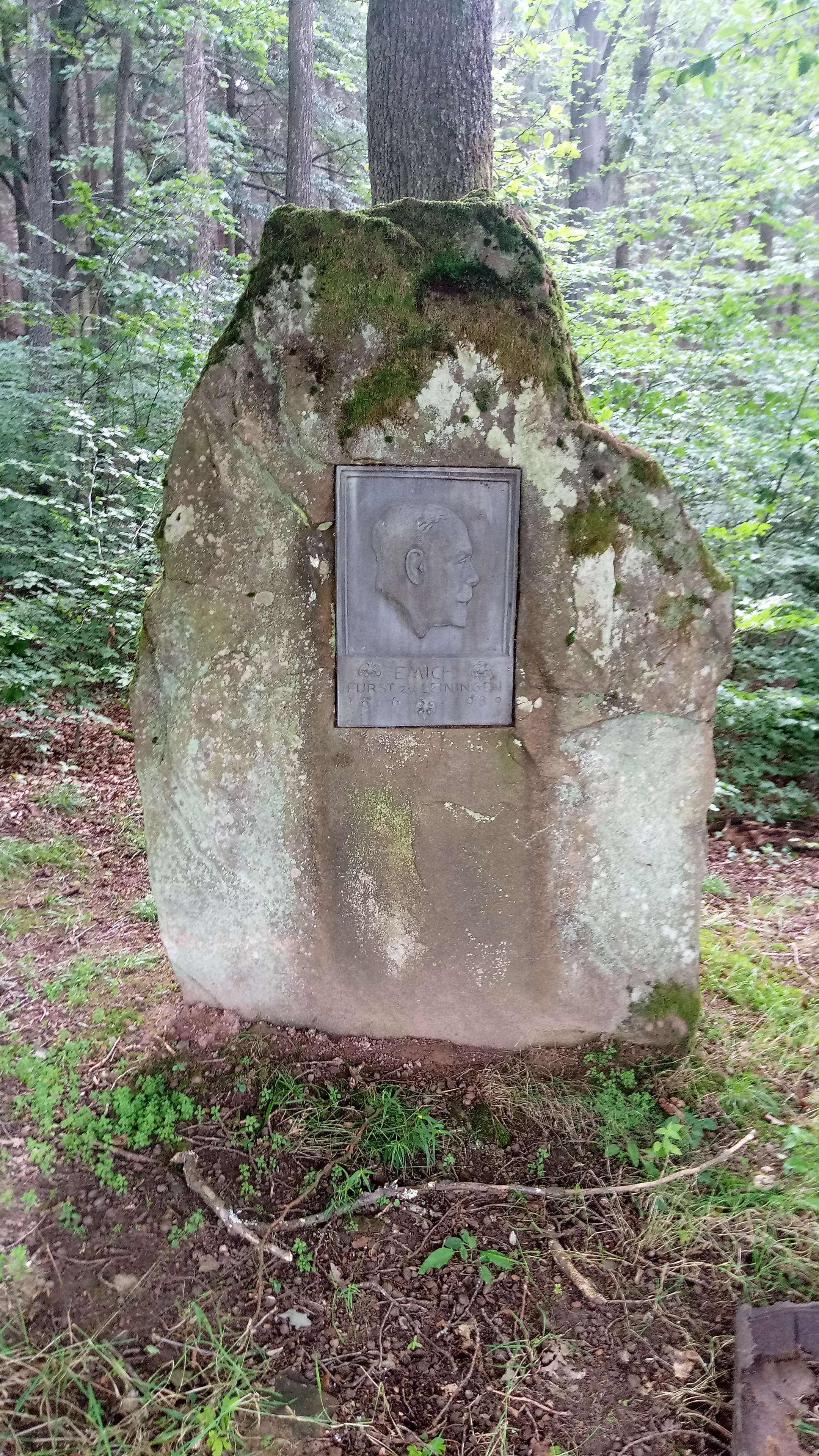
Pamětní kámen knížete Emicha poblíž Mudau

Narodil se na ostrově Wight v Osborne House, který slouží jako letní rezidence britské královské rodiny. Byl druhým potomkem knížete Arnošta Leopolda Leiningenského a jeho manželky Marie Bádenské. Jeho jediným sourozencem byla o tři roky starší Alberta, která zůstala po celý život svobodná. Knížetem se Emich stal 5. dubna 1904 po smrti svého otce. Po listopadové revoluci v roce 1918 a začátku existence Výmarské republiky byla přijata nová ústava, která která oficiálně zrušila královské a šlechtické tituly a příslušné výsady vztahující se k nim. Nedlouho před svou smrtí vstoupil Emich do NSDAP (členské číslo 3 416 656). Zemřel 18. července 1939 ve věku 73 let při lovu poblíž obce Mudau. Místo jeho skonu dodnes připomíná pamětní kámen.

## Manželství a potomci
Oženil se v Langenburgu 12. července 1894 se stejně starou Feodorou Hohenlohe-Langenburskou (1866–1932), nejmladší dcerou knížete Heřmana Hohenlohe-Langenburského. Narodila se jim dcera a následně čtyři synové.
- 1. Viktorie (12. 5. 1895 Amorbach – 9. 2. 1973 Assenheim)[3]
⚭ 1922 hrabě Maxmilián Solms-Rödelheim-Assenheim (24. 9. 1893 Assenheim – 2. 9. 1968 Marburg), rozvedeni roku 1937[4]
- 2. Emich Arnošt (29. 12. 1896 Amorbach – 21. 3. 1918), padl v 1. světové válce, svobodný a bezdětný[5]
- 3. Karel (13. 2. 1898 Štrasburk – 2. 8. 1946 Saransk), titulární kníže leiningenský od roku 1939 až do své smrti, zemřel jako válečný zajetec[6][7]
⚭ 1925 Marie Kirillovna Romanovová (2. 2. 1907 Coburg – 25. 10. 1951 Madrid), ruská velkokněžna[8][9]
- 4. Heřman (4. 1. 1901 Amorbach – 29. 3. 1971 Würzburg)[10][11]
⚭ 1938 hraběnka Irena ze Schönbornu-Wiesentheidu (17. 7. 1895 – 21. 12. 1969 Amorbach)[12][13]
- 5. Hesso (23. 7. 1903 Amorbach – 19. 6. 1967)[14]
⚭ 1933 hraběnka Marie Luisa von Nesselrode (31. 7. 1905 – 7. 1. 1993)[15]